# Kaiser-i-Hind
Il Kaiser-i-Hind era una medaglia concessa dal monarca britannico tra il 1900 ed il 1947 ai civili di qualunque nazionalità che si fossero resi meritevoli nel servizio consentendo significativi avanzamenti nel British Raj.
Kaiser è il titolo utilizzato nel medioriente (passato attraverso il persiano all'indiano vernacolare) per indicare l'"Imperatore", e di conseguenza la parola Kaiser-i-Hind si può tradurre con "Imperatore d'India".

## Storia
Imperatrice d'India o Kaiser-i-Hind fu il termine coniato dall'orientalista G.W. Leitner in un deliberato tentativo di dissociare il governo britannico dai precedenti stati principeschi ma venne poi assunto dalla regina Vittoria d'Inghilterra quando questa ottenne la corona indiana il 1º maggio 1876 con la proclamazione del Delhi Durbar del 1877.
La medaglia venne istituita dalla stessa regina Vittoria il 10 aprile 1900. L'onorificenza cessò di essere concessa quando l'India ottenne l'indipendenza dal governo britannico nel 1947.. La medaglia è stata concessa secondo i dati d'archivio in 142 esemplari.

## Gradi
La medaglia disponeva di tre gradi:
- Kaiser-i-Hind d'oro, per il servizio pubblico in India e veniva concessa direttamente dal monarca o su raccomandazione del Segretario di Stato per l'India.
- Kaiser-i-Hind d'argento, concessa dal Viceré d'India
- Kaiser-i-Hind di bronzo, concessa dal Viceré d'India

## Insegne
- La medaglia consisteva in una forma ovale in oro, argento o bronzo con le cifre reali del monarca regnante su un lato, mentre su quello opposto si trovavano le parole "Kaiser-i-Hind for Public Service in India".
- Il nastro era blu di Prussia.

## Insigniti notabili
- Alice Isaacs, marchesa di Reading
- Maharaha Ayilyam Thirunal
- Chandra Shamsher Jang Bahadur Rana
- Dungar Singh
- Edward Sell, missionario
- Frederick Booth-Tucker, commissario della Salvation Army
- Ganga Singh
- Jashwant Singh del Bharatpur
- Jayajirao Scindia
- John Nisbet, autore e professore di botanica
- Kalb Ali Khan Bahadur
- Khan Bahadur Raja Jahandad Khan
- Khan Bahadur Sher Jang (II Classe)
- Khengarji III
- Laxmidas Pitambardas Adodra (II Classe)
- Madho Rao Scindia di Gwalior
- Bhagvatsinghji Sahib di Gondal
- Sayaji Rao Gaekwad III
- Sri Sir Pratap Singh
- Mahbub Ali Khan Siddiqi, Asif Jah VI
- Mohandas Karamchand Gandhi (restituito 1920)
- Muhammad Mushtaq Ali Khan Bahadur
- Pandita Ramabai
- Partab Singh del Kashmir
- Raja Ravi Verma (1904)[8]
- Ram Singh di Bharatpur
- Rana Nihal Singh
- Ranbir Singh
- Renaudip Singh Bahadur
- Robert Stanes
- Shivaji IV
- Sir Vasudeva Raja Ravi Verma, Rajah di Kollengode
- Sir Vicar-ul-Umra
- Sultan Shah Jahan, Begum di Bhopal
- Tukojirao Holkar (II)
- Visakham Thirunal
- William Egerton (I classe)
- William Stokes (I classe)
- Cornelia Sorabji